# 明神
明神（日语：みょうじん）乃是日本神道對神的稱號之一。不過該詞彙用以指稱天皇時則讀成「あきつみかみ」，詳情請參照現人神之條目。
「明神」一詞有意見認為出自佛教用語，如《不空羂索神變真言經》提及「一切真言明神常樂擁護」、「啟白發遣諸佛菩薩諸天明神各還本宮」。《吽迦陀野儀軌》提及「堅縛四方四角神等。堅縛明神等」。《焰羅王供行法次第》提及「一心奉請世間廣大威德自在明神」。
但考慮該詞是為了反對神佛習合的「權現」所提出的，其或許更可能來自於中國傳統。像是《左傳》中經常提到這個用詞，例如「國之將興，明神降之」、「有渝此盟，明神殛之」、「玉帛以奉之，奉贄明神」。

## 概要
「明神」乃是吉田神道使用的神號，特別以豐臣秀吉的「豐國大明神」最出名。「明神」的含意為「以明顯的身姿出現之神」，而非假託其他物體現身於世人面前。相對來說，山王一實神道所使用的神號則為「權現」（（日語）ごんげん），意為「神之權（（日語）かり）顯現」或「佛之權以神的姿態顯現」。譬如德川家康的「東照大權現」也是一個很鮮明的例子，當時南光坊天海和金地院崇傳為了「權現」和「明神」作為家康的神號而爭論，最後繼承人德川秀忠決定以「東照大權現」命名。
佛法在日本傳播時，發生了本土信仰的神道和佛教相互習合的狀況。所以不論「明神」或「權現」，都是信徒信仰的對象。到了明治初期因神佛分離的政策，禁止在公開場合使用「權現」、「八幡大菩薩」等詞。

## 內部連結
- 本地垂迹
- 神佛習合